# Gate turn-off thyristor

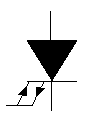
GTO

Een gate turn-off thyristor GTO is een thyristor die men vanuit de gate in geleiding kan brengen door een positieve puls te genereren op deze gate. Men kan de GTO uit geleiding halen, sperren door een negatieve impuls naar de gate te sturen. Behalve dit is de werking van de GTO gelijk aan die van de thyristor. Het stuurcircuit van de GTO is complexer dan van de thyristor, omdat er voor de GTO een manier moeten worden bedacht om zowel positieve als negatieve pulsen te genereren.  
De GTO wordt als een oplossing gezien voor het probleem dat vermogenregeling van een belasting op gelijkstroom met de klassieke thyristoren erg moeilijk te realiseren valt. Dit komt omdat thyristoren in deze situatie in geleiding blijven. Gelijkspanning kent geen perioden en heeft normaal gesproken geen nuldoorgangen. Bij wisselspanning is een wisselstroomvermogensregeling veel eenvoudiger te realiseren omdat hier door de nuldoorgangen thyristoren uit geleiding gaan en derhalve de faseaansnijding perfect kan worden geregeld. Voor naar pulserende gelijkspanning gelijkgerichte wisselspanning waarin nog wel een nulpunt voorkomt, zoals bij dubbelzijdige gelijkrichting zonder afvlakking, rijzen er geen problemen. Door de GTO is het mogelijk de component uit te schakelen zonder dat er een nuldoorgang is vereist.

## Stuurkring

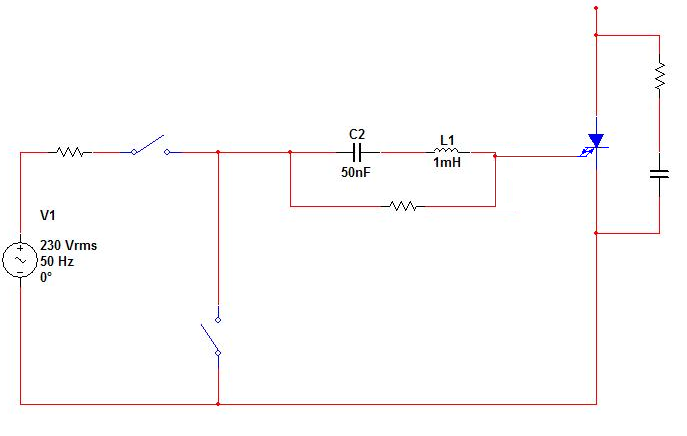
Schematische weergave van de GTO

We drukken op de startschakelaar om de GTO in geleiding te sturen. Er gaat nu een stroom door de schakelaar, de condensator, de spoel via de gate terug naar de bron. Via de parallelle weerstand zal steeds een kleine stroom gaan naar de gate van de GTO, om de geleiding van de component te garanderen, het kan gebeuren dat de GTO opeens spert.
De startknop wordt geopend en we sluiten voor korte tijd de stopdrukknop. De condensator zal zich nu ontladen via de spoel en de gate van de GTO. Let op! Deze stroom gaat in tegengestelde richting dan de stroom van het laadschema. Door de richtingswissel gaat er een negatieve stroom door de gate van de GTO. De stopschakelaar moet zo lang actief zijn tot de stroom door de GTO onder de houdstroom is gekomen.

## Vermogenontwikkeling en snubbernetwerk

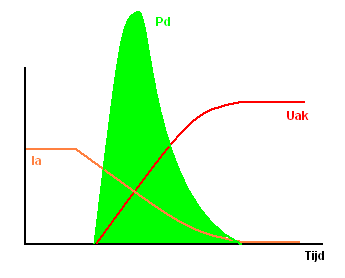
Grafiek met de verhoudingen tussen spanning en stroom bij een GTO

Het grootste vermogen wordt tijdens de overgang van geleidende toestand naar sperstand ontwikkeld. Bij het aankrijgen van de negatieve puls zal de stroom door de GTO logischerwijs dalen, maar tegelijkertijd zal de spanning toenemen. Mits het schakelen heel erg snel verloopt zal er dus op zeer korte tijd een erg hoog vermogen worden ontwikkeld. Wanneer er veel wordt geschakeld kan deze korte maar hevige vermogenontwikkeling de levensduur van de GTO aanzienlijk verlagen.
We zien op de tekening hiernaast een condensator parallel staan met de GTO. Deze RC-kring noemt men voor deze toepassing een ‘snubbernetwerk’. De spanning over een condensator zal geleidelijk aan stijgen. Hierdoor kan de spanningstijging over de GTO dus niet meer zo abrupt verlopen. Het ontwikkelde vermogen zal dus dankzij het snubbernetwerk dalen.

## Toepassing
Een belangrijke toepassing is de snelheidsregeling van driefasige motoren. Deze motoren worden het best geregeld door de frequentie van de voedingsspanning aan te passen. Omdat de netspanningsfrequentie niet kan worden aangepast moet de netspanning eerst worden gelijkgericht en afgevlakt. Het is mogelijk van deze gelijkspanning terug een driefasen wisselspanning te maken door met een  wisselrichter (engels: inverter) bestaande uit zes GTO’s via een zelfgekozen frequentie in de juiste volgorde te schakelen en zo een driefasenspanning van een bepaalde frequentie te creëren. Op deze manier kan het toerental gevarieerd worden.